# 蓮潭路

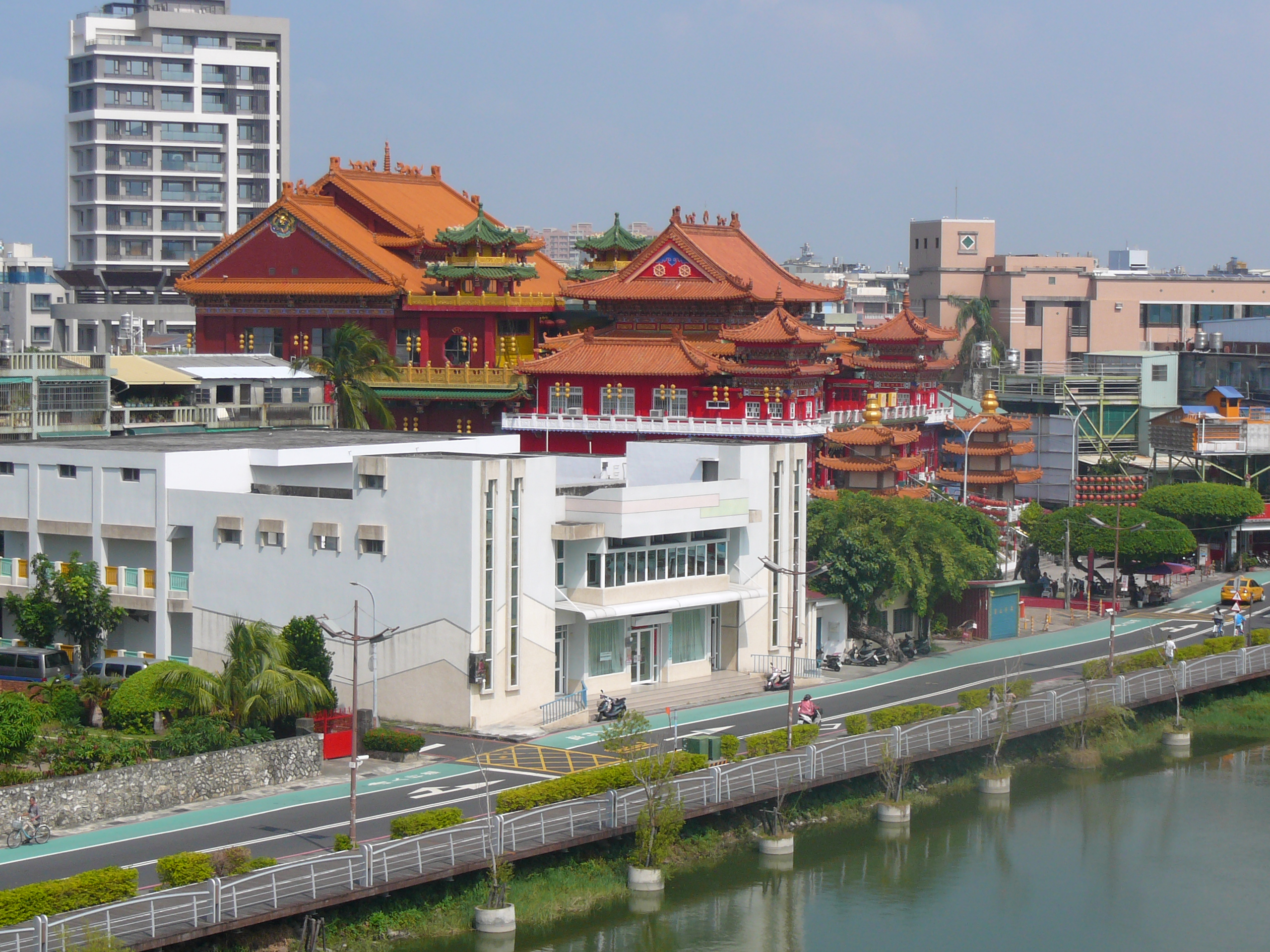
左營啟明堂附近蓮潭路

蓮潭路位於高雄市左營區蓮池潭西側，全線皆位於左營區，北起明潭路，南至勝利路。

## 行經行政區域
- 左營區

## 沿線設施
- 蓮池潭
- 龍虎塔
- 左營慈濟宮
- 春秋御閣
- 高雄市立舊城國小
- 北極亭
- 萬年縣公園
- 高雄左營孔子廟
- 仙樹三山宮
- 左營第四公有零售市場

## 公共自行車
- 高雄市公共自行車租賃系統：
  - 孔營蓮潭路口：孔營路1號(旁人行道)
  - 舊城國小(蓮潭路側)：蓮潭路47號(前人行道)

## 相關連結
- 高雄市主要道路列表